# 约翰·福尔斯
约翰·福尔斯（John Fowles, 1926年3月23日—2005年11月5日），又譯為约翰·傅敖斯、符傲思，是英国小说家和散文家，為後設小說先驅。代表作《法國中尉的女人》、《收藏家》。

## 生平
福爾思1926年3月31日生於英國艾塞克斯郡滨海利，毕业于爱丁堡大学和牛津大学。六、七〇年代為其生涯高峰，第一本小說《蝴蝶春夢》1963年推出即一炮而紅，並於1965年被改拍成電影。《法國中尉的女人》則諧擬十九世紀小說的敘述形式，也在1981年改拍成電影。約翰·慕藍指出其小說「極富文學性同時又膾炙人口」。2005年11月初在英國多塞特郡萊姆里傑斯自宅附近心臟病發過世，享年79歲。

## 作品
- 《蝴蝶春夢》（The Collector，1963）
- 《魔法師》（The Magus，1966）
- 《法國中尉的女人》（The French Lieutenant's Woman，1969）